# 비엔나 국제 센터

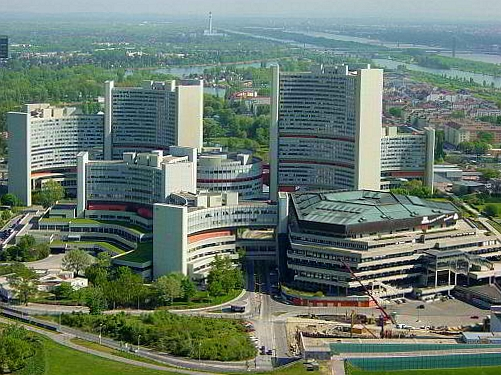
비엔나 국제 센터

비엔나 국제 센터(Vienna International Centre)는 오스트리아의 수도 빈에 위치한 국제 센터이며, 비엔나 유엔 사무국이 입주해 있다.

## 개요
오스트리아의 건축가 요한 슈타버가 도안하였으며, 1973년부터 1979년까지 도나우강 북부에 지어졌다. 오스트리아의 총리 브루노 크라이스키가 빈에 국제 기구를 세우는 아이디어를 찾아냈다.
6채의 Y자형 사무실 타워들이 230,000 스퀘어 미터의 총 지역에 원통 모양의 회의 건물들을 둘러싸고 있다. 제일 높은 타워는 127 미터이며, 28층을 에워싼다.
약 5000명의 사람들이 비엔나 국제 센터에서 일하고 있으며, 식당과 쇼핑 시설들, 우체국이 제공되어 있기도 하다. 2개의 은행(오스트리아 은행과 국제 연합 연방 소비자 신용 조합)을 비롯한 많은 여행사들과 다른 상업적 서비스가 이루어지고 있다.

## 본부를 둔 기구들
- 핵무기 실험금지 조약을 위한 준비 위원회
- 국제 원자력 기구
- 국제 연합 국제 무역법 위원회
- 국제 연합 공업 개발 기구
- 국제 연합 마약 범죄 사무소
- 국제 연합 난민 고등 판무관 사무소
- 국제 연합 우주 공간 정세 사무소
- 국제 도나우 강 보호 위원회